# Paramblypterus
Paramblypterus es un género extinto de peces actinopterigios prehistóricos. Fue descrito por Sauvage en 1888.
Vivió en República Checa, Francia y Rusia.

## Fósiles

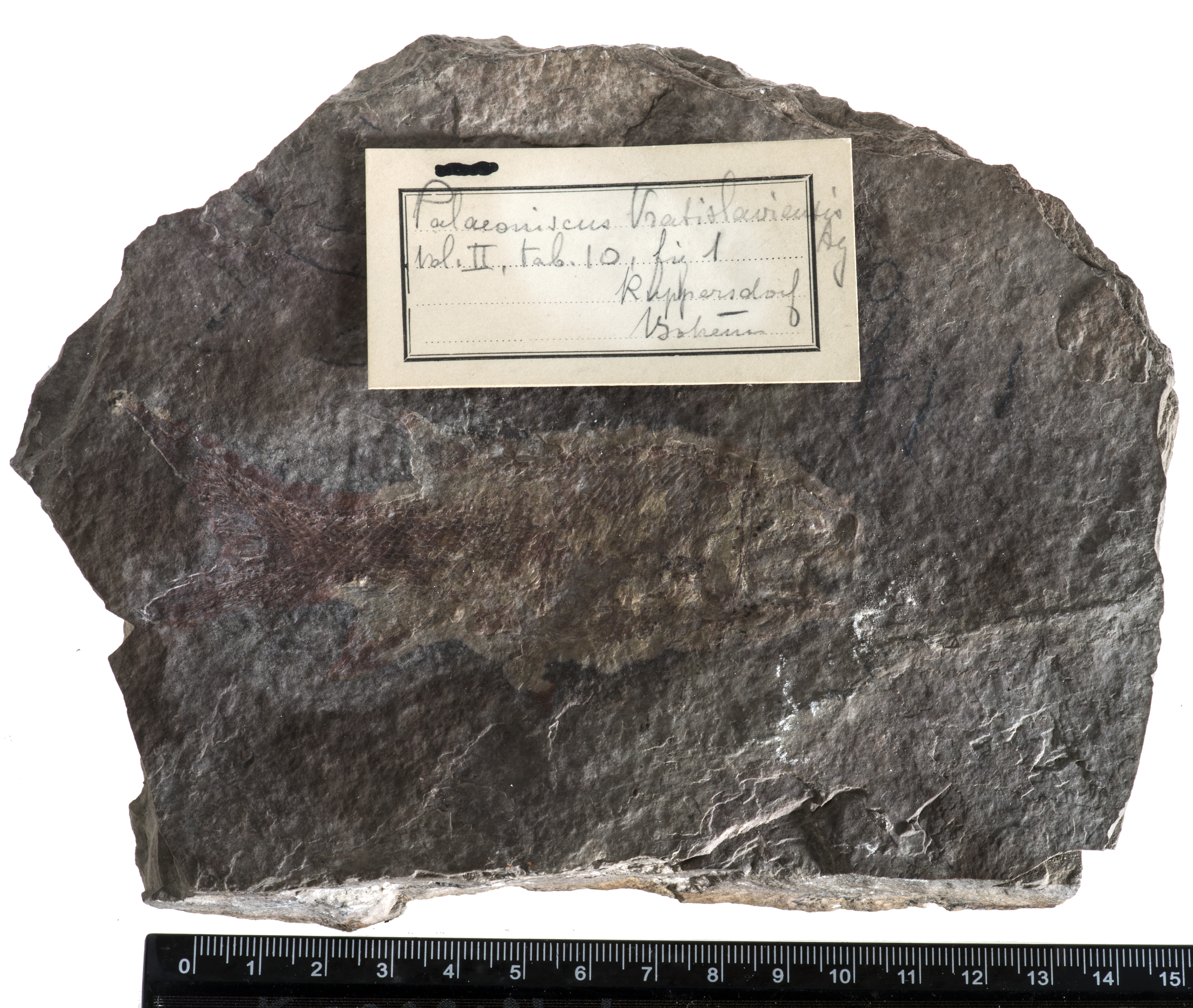
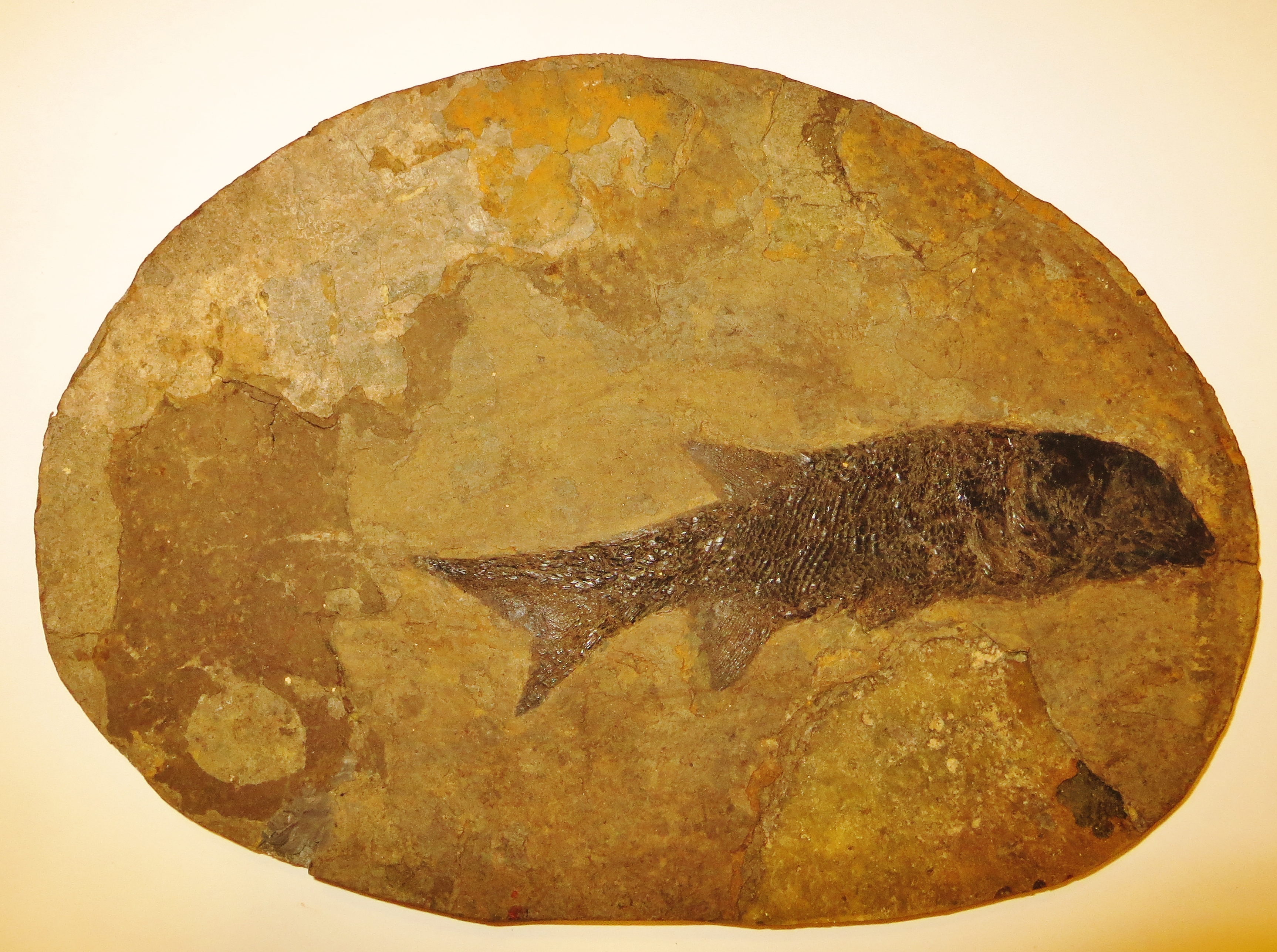
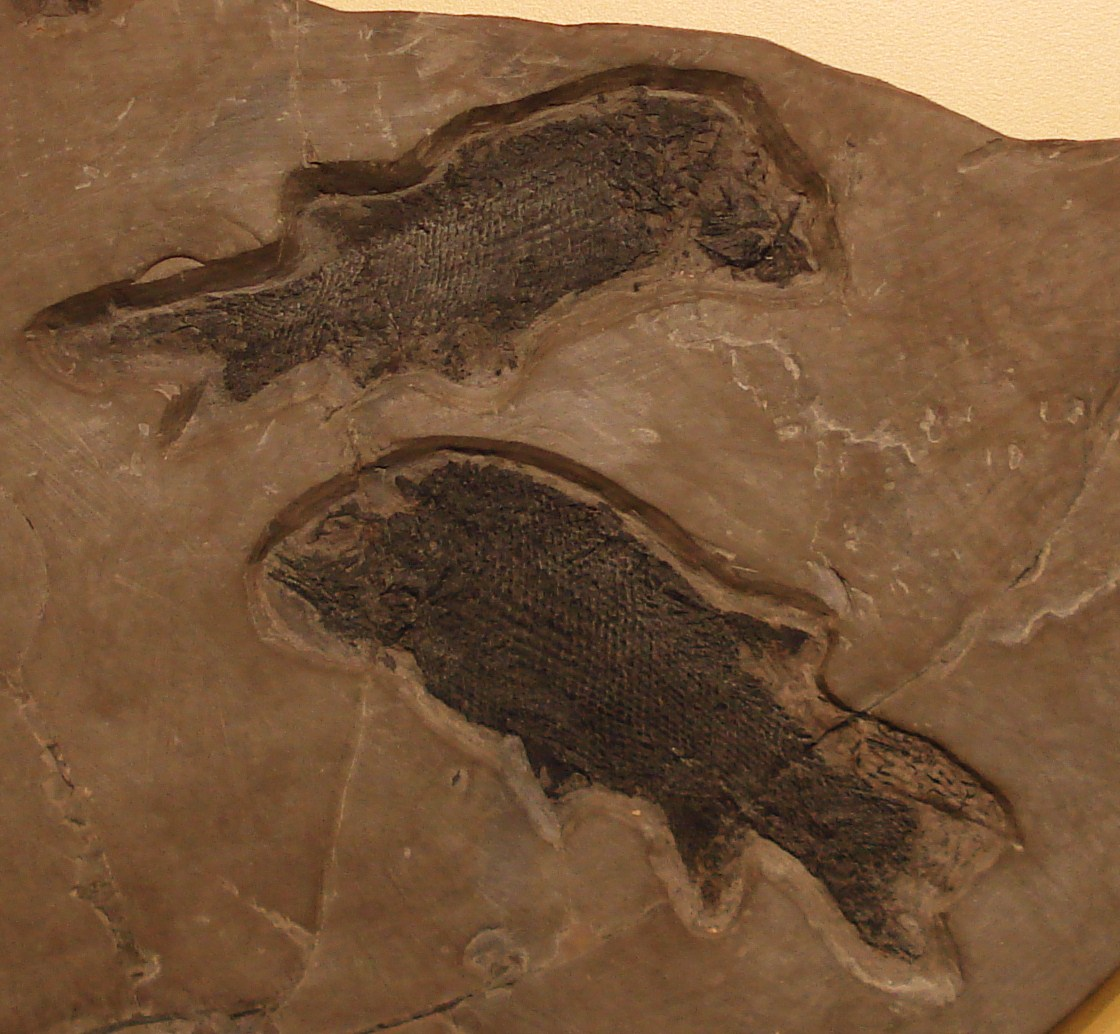
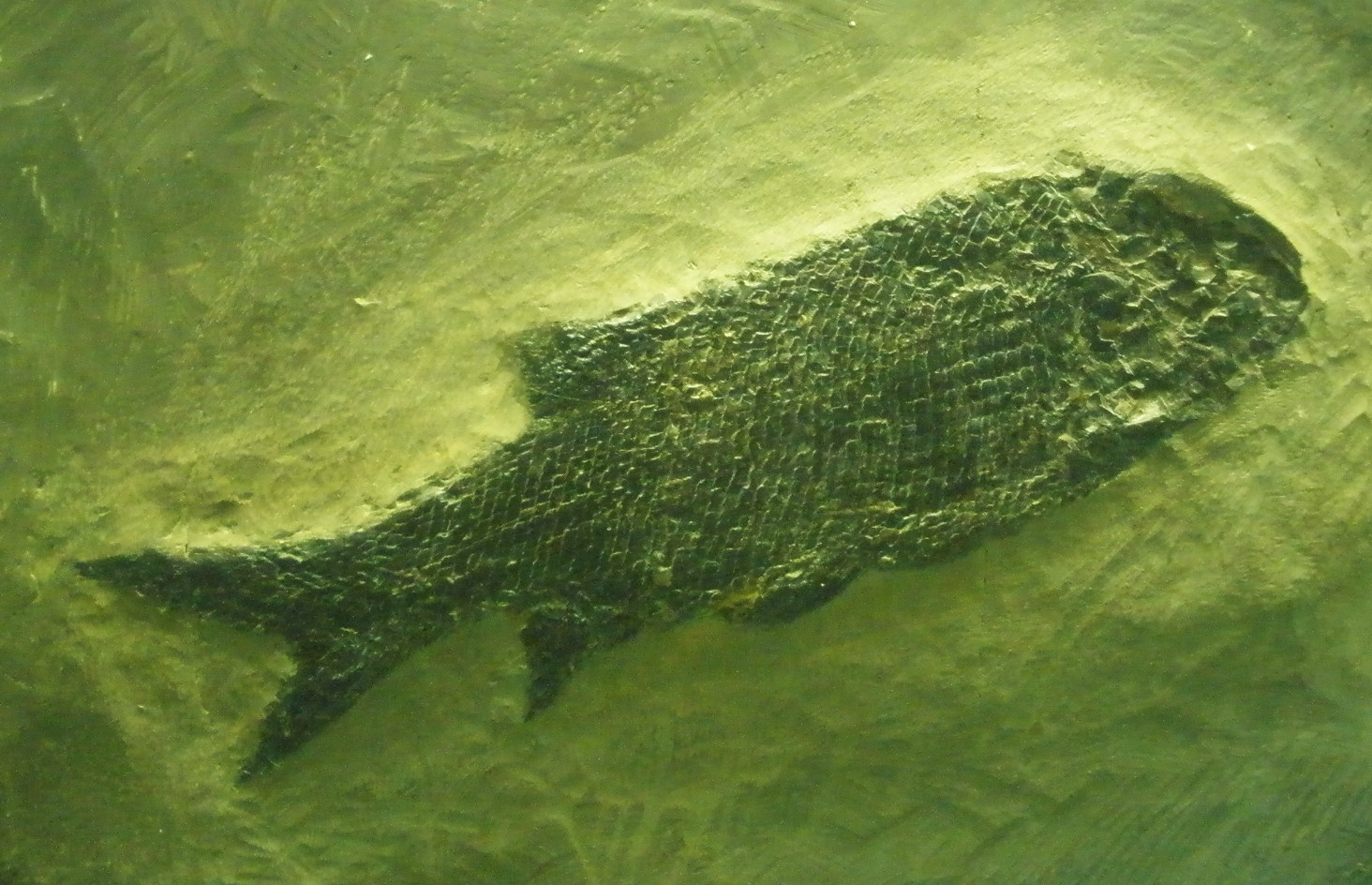
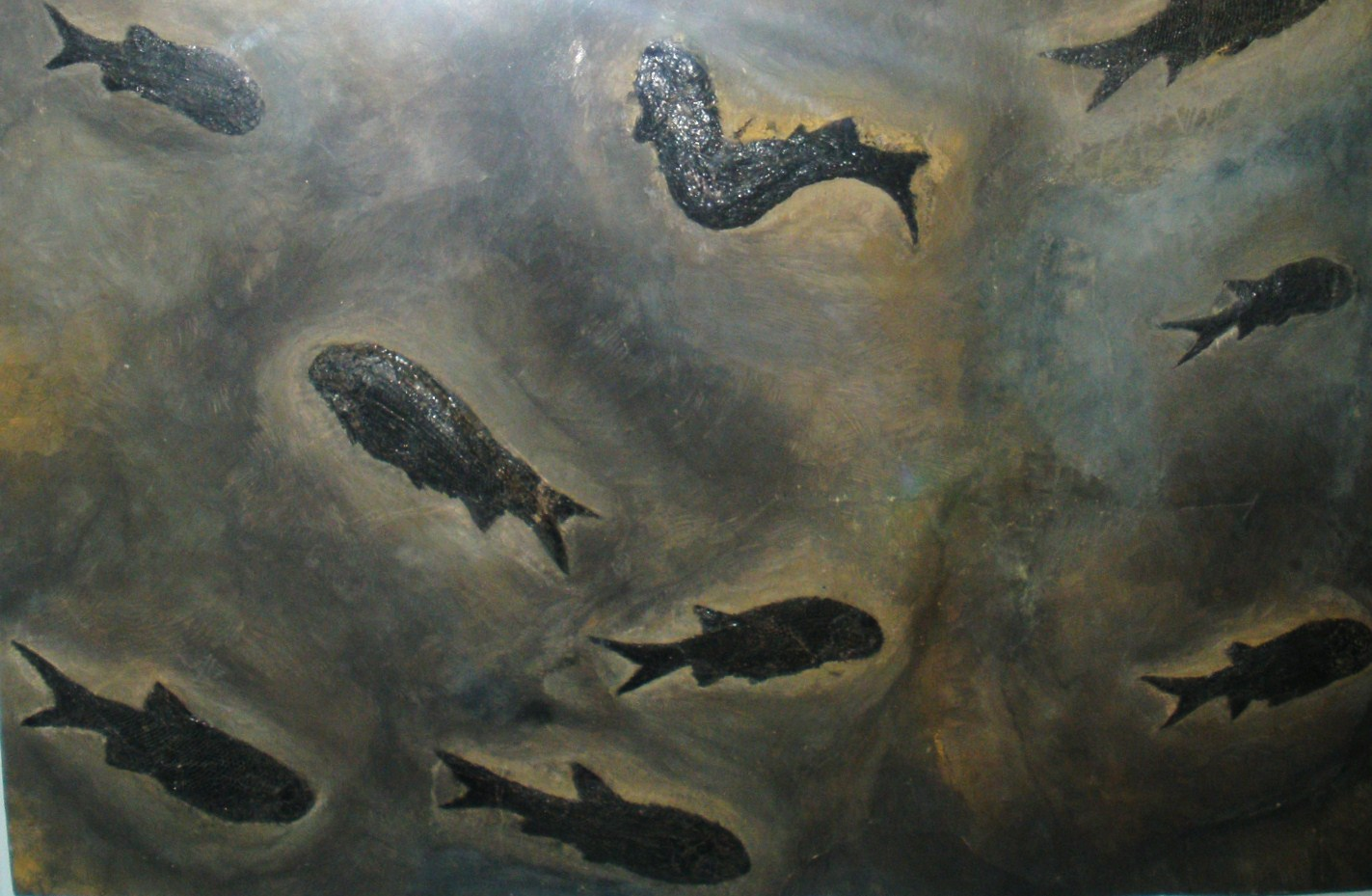